# Jean-Paul Hugot
Jean-Paul Hugot (ur. 2 kwietnia 1948 w Fontenay-le-Comte, zm. 14 lipca 2013 w Saumur) – francuski polityk i filolog, od 1988 do 1989 poseł do Parlamentu Europejskiego II kadencji, od 1992 do 2001 senator.

## Życiorys
Ukończył studia z literatury współczesnej na Université de Nantes. W 1980 obronił doktorat z nauk o języku na Uniwersytecie w Rennes 2 na podstawie pracy o gramatyce. Od 1973 do 1978 pracował jako nauczyciel w państwowym liceum w Saumur, później był wykładowcą języka i literatury francuskiej na Université d’Angers. W 1997 założył fundację Fondation du patrimoine, zajmującą się ochroną dziedzictwa kulturowego wsi.
Zaangażował się w działalność Zgromadzenia na rzecz Republiki. Od 1983 do 2001 był merem miasta Saumur, od 1985 do 1988 zasiadał w radzie departamentu Maine i Loara, zaś w latach 1983–1986 i w 1992 w radzie regionu Kraj Loary. W październiku 1988 uzyskał mandat posła do Parlamentu Europejskiego w miejsce Jeana Lecanueta; należał do Europejskiego Sojuszu Demokratycznego. W latach 1992–2001 pozostawał członkiem Senatu.

## Życie prywatne
Miał jednego syna. Jego imieniem nazwano ulicę w Saumur.

## Odznaczenia
Kawaler Legii Honorowej.